# Roberto Cabañas
Roberto Cabañas (11 d'abril de 1961 - 9 de gener de 2017) fou un futbolista paraguaià.

## Selecció del Paraguai
Va formar part de l'equip paraguaià a la Copa del Món de 1986.